# Smilasterias multipara
Smilasterias multipara är en sjöstjärneart som beskrevs av O'Loughlin och Colonel O'Hara 1990. Smilasterias multipara ingår i släktet Smilasterias och familjen trollsjöstjärnor. Inga underarter finns listade i Catalogue of Life.